# Calcio Femminile Bardolino Verona 2006-2007
Questa voce raccoglie le informazioni riguardanti l'Associazione Sportiva Dilettantistica Calcio Femminile Bardolino Verona nelle competizioni ufficiali della stagione 2006-2007.

## Divise e sponsor
La tenuta da gioco è formata da maglia gialla, pantaloncini blu e calzettoni gialli, o in alternativa completamente gialla. Come sponsor principale si conferma Senini, azienda attiva nel settore di materiale per l'edilizia al suo secondo anno a fianco della squadra.
|  | 1ª divisa |

## Organigramma societario
Tratto dal sito Football.it.
Area amministrativa
- Presidente: Marcello Battistoli
- Direttore sportivo: Luciano Semenzato
- Direttore sportivo: Alessandro Puttini
- Segretario Generale: Daniele Perina
- Addetto stampa: Flavio Pasetto

Area tecnica
- Allenatore: Renato Longega
- Allenatore in seconda: Massimo Albrigo
- Allenatore portieri: Giovanni Avesani
- Preparatore atletico: Cristiano Mazzurana
- Allenatore Primavera: Alberto Vanoni

## Rosa
Rosa e ruoli tratti dal sito Football.it.
| N. |                        | Ruolo | Calciatrice          |
| -- | ---------------------- | ----- | -------------------- |
|    | Italia (bandiera)      | P     | Carla Brunozzi       |
|    | Stati Uniti (bandiera) | P     | Anna Maria Picarelli |
|    | Italia (bandiera)      | D     | Filomena De Vincenzo |
|    | Italia (bandiera)      | D     | Michela Ledri        |
|    | Italia (bandiera)      | D     | Moira Placchi        |
|    | Italia (bandiera)      | D     | Michela Rodella      |
|    | Italia (bandiera)      | D     | Giorgia Motta        |
|    | Italia (bandiera)      | D     | Maria Sorvillo       |
|    | Italia (bandiera)      | D     | Roberta Stefanelli   |
|    | Italia (bandiera)      | C     | Laura Barbierato     |

| N. |                   | Ruolo | Calciatrice        |
| -- | ----------------- | ----- | ------------------ |
|    | Italia (bandiera) | C     | Valentina Boni     |
|    | Italia (bandiera) | C     | Michela Lonardi    |
|    | Italia (bandiera) | C     | Silvia Toselli     |
|    | Italia (bandiera) | C     | Alessia Tuttino    |
|    | Italia (bandiera) | A     | Melania Gabbiadini |
|    | Italia (bandiera) | A     | Cristiana Girelli  |
|    | Italia (bandiera) | A     | Susanna Manzoni    |
|    | Italia (bandiera) | A     | Debora Mascanzoni  |
|    | Italia (bandiera) | A     | Patrizia Panico    |
|    | Italia (bandiera) | A     | Penelope Riboldi   |

## Calciomercato

### Sessione estiva
| Acquisti | Acquisti             | Acquisti         | Acquisti   |
| R.       | Nome                 | da               | Modalità   |
| -------- | -------------------- | ---------------- | ---------- |
| P        | Carla Brunozzi       | Vigor Senigallia | definitivo |
| P        | Anna Maria Picarelli | Ajax America     | definitivo |
| D        | Moira Placchi        | Porto Mantovano  |            |
| D        | Michela Rodella      | Gordige          | definitivo |
| D        | Maria Sorvillo       | M. Matese Bojano | definitivo |
| D        | Roberta Stefanelli   | Porto Mantovano  | definitivo |
| A        | Patrizia Panico      | Torino           | definitivo |
| A        | Penelope Riboldi     | Atalanta         |            |

| Cessioni | Cessioni               | Cessioni   | Cessioni   |
| R.       | Nome                   | a          | Modalità   |
| -------- | ---------------------- | ---------- | ---------- |
| P        | Fabiana Comin          | ACF Milan  | definitivo |
| D        | Cristina Cassanelli    | ACF Milan  | definitivo |
| D        | Daniela Tavalazzi      | Reggiana   | definitivo |
| D        | Daniela Turra          | ACF Milan  | definitivo |
| D        | Stefania Zanoletti     | Atalanta   | definitivo |
| C        | Elisa Camporese        | Tavagnacco | definitivo |
| C        | Elena Ficarelli        | ACF Milan  | definitivo |
| C        | Maria Iole Volpi       | Roma CF    | definitivo |
| A        | Cristina Bonometti     | Atalanta   | definitivo |
| A        | Paola Brumana          | Tavagnacco | definitivo |
| A        | Veronica Franceschetti | Vicenza    | definitivo |

### Sessione invernale
|  |

| Cessioni | Cessioni      | Cessioni        | Cessioni |
| R.       | Nome          | a               | Modalità |
| -------- | ------------- | --------------- | -------- |
| D        | Moira Placchi | Porto Mantovano |          |

## Risultati

### Serie A

#### Girone di andata
| Arbitro: | Emiliano Franco (Milano) |

|                              |           |                        |
| Gabbiadini 2’, 48’ Panico 7’ | Marcatori | 82’ (rig.) Scarpellini |

| Arbitro: | Edoardo Raspollini (Livorno) |

|  |           |                         |
|  | Marcatori | 61’ Boni 72’ Gabbiadini |

| Arbitro: | Andrea Paolucci (Macerata) |

|                  |           |                          |
| Serra 49’ (rig.) | Marcatori | 36’ Boni 795’ Gabbiadini |

| Arbitro: | Andrea Piccoli (Cesena) |

|             |           |              |
| Riboldi 18’ | Marcatori | 92’ Cappella |

| Arbitro: | Nicola Cavina (Faenza) |

|               |           |                                           |
| Ciardelli 52’ | Marcatori | 27’ Barbierato 55’ Gabbiadini 66’ Riboldi |

| Arbitro: | Giovanni Lorenzo (Lodi) |

|                 |           |  |
| Panico 55’, 76’ | Marcatori |  |

| Arbitro: | Umberto Parimbelli (Bergamo) |

|            |           |                      |
| Ceroni 35’ | Marcatori | 16’ (rig.), 92’ Boni |

| Arbitro: | Daniele Rasia (Bassano del Grappa) |

|                                                                    |           |  |
| Panico 29’ Boni 37’ Gabbiadini 44’ Riboldi 47’, 91’ Barbierato 89’ | Marcatori |  |

| Arbitro: | Gabriele Trasarti (Teramo) |

|                               |           |          |
| Dulbecco 38’ Vicchiarello 76’ | Marcatori | 86’ Boni |

| Arbitro: | Filippo Barigazzi (Parma) |

|                                                |           |  |
| Panico 26’ Boni 36’ Gabbiadini 37’ Riboldi 63’ | Marcatori |  |

| Arbitro: | Alessio Tassan (Pordenone) |

|                       |           |                                                             |
| Mauro 1’ Minisini 91’ | Marcatori | 38’, 42’, 94’ Panico 73’ Riboldi 77’ Gabbiadini 87’ Tuttino |

#### Girone di ritorno
| Arbitro: | Emanuele Cocchiara (Piacenza) |

|             |           |                                           |
| Mangili 45’ | Marcatori | 15’ Barbierato 35’ Gabbiadini 90’ Tuttino |

| Arbitro: | John Michael Minghini (Ferrara) |

|                           |           |                 |
| Motta 22’ Panico 56’, 93’ | Marcatori | 54’ (rig.) Patu |

| Arbitro: | Massimo Pasolini (Brescia) |

|                                             |           |                                    |
| Boni 30’ (rig.), 46’ Riboldi 49’ Panico 74’ | Marcatori | 13’ Sabatino 59’ Prost 63’ Marsico |

| San Donato Milanese 24 febbraio 2007 15ª giornata | ACF Milan                 | 0 – 0 referto | Bardolino Verona | Centro SNAM 1\| Arbitro: \| Marco Battistino (Torino) \| |
| Arbitro:                                          | Marco Battistino (Torino) |               |                  |                                                          |

| Arbitro: | Matteo Mauri (Trento) |

|                             |           |                        |
| Gabbiadinii 12’ Girelli 53’ | Marcatori | 41’ (rig.) Di Costanzo |

| Arbitro: | Matteo Nurchi (Alghero) |

|                  |           |                                                   |
| Conti 89’ (rig.) | Marcatori | 13’ Boni 62’ Panico 67’ Gabbiadini 70’ Barbierato |

| Arbitro: | Lorenzo Ferrari (Mestre) |

|          |           |  |
| Boni 29’ | Marcatori |  |

| Arbitro: | Alessandro Lo Cicero (Brescia) |

|  |           |                                                                             |
|  | Marcatori | 9’ Riboldi 25’ Panico 28’, 49’, 64’ Gabbiadini 52’, 66’ Boni 76’ Barbierato |

| Arbitro: | Riccardo Davì (Bologna) |

|                                                                         |           |  |
| Panico 31’, 48’, 68’, 83’ Gabbiadini 33’, 89’ Tuttino 66’ Boni 63’, 72’ | Marcatori |  |

| Arbitro: | Nicolò Maria Pagliano (Milano) |

|                         |           |                         |
| Fuselli 52’ Manieri 69’ | Marcatori | 49’ Boni 56’ Gabbiadini |

| Arbitro: | Massimo Pasolini (Brescia) |

|                                            |           |          |
| Panico 10’, 89’ Tuttino 20’ Gabbiadini 41’ | Marcatori | 78’ Gama |

### Coppa Italia

#### Primo turno
Primo turno Serie A e Serie A2, Girone 3
| Arbitro: | Tommaso Battaglia (Padova) |

|  |           |                                                |
|  | Marcatori | 5’, 68’ Panico 37’, 90’ Gabbiadini 52’ Girelli |

| Arbitro: | Hager (Trieste) |

|                                                     |           |  |
| Panico 14’ Gabbiadini 46’, 60’ Boni 57’, 62’ (rig.) | Marcatori |  |

| Porto Mantovano 23 dicembre 2006 3º turno                                               | Porto Mantovano | 0 – 4 referto                                         | Bardolino Verona | Stadio com. S.Ten Merlino e Caduti di Nassiriya |
| \| \| \| \| \| \| Marcatori \| 2t’ Mascanzoni 2t’ Barbierato 2t’ Gabbiadini 2t’ Boni \| |                 |                                                       |                  |                                                 |
|                                                                                         |                 |                                                       |                  |                                                 |
|                                                                                         | Marcatori       | 2t’ Mascanzoni 2t’ Barbierato 2t’ Gabbiadini 2t’ Boni |                  |                                                 |

| Calmasino, Bardolino 4 novembre 2006 4º turno                                                                                          | Bardolino Verona | 6 – 2 referto       | Trento | Stadio Comunale Belvedere |
| \| \| \| \| \| Riboldi 1t’ Barbierato 1t’ (rig.) Manzoni 2t’ Mascanzoni 2t’ Gabbiadini 2t’, 2t’ \| Marcatori \| 1t’, 2t’ Meneghelli \| |                  |                     |        |                           |
| |                  |                     |        |                           |
| Riboldi 1t’ Barbierato 1t’ (rig.) Manzoni 2t’ Mascanzoni 2t’ Gabbiadini 2t’, 2t’                                                       | Marcatori        | 1t’, 2t’ Meneghelli |        |                           |

#### Secondo turno
Secondo turno Serie A e Serie A2
| Calmasino, Bardolino 17 febbraio 2007 Andata                                                                                         | Bardolino Verona | 6 – 2                     | Graphistudio Tavagnacco | Stadio Comunale Belvedere |
| \| \| \| \| \| Riboldi 43’ Boni 45+1’, 55’ (rig.) Girelli 73’ Panico 75’ Gabbiadini 87’ \| Marcatori \| 77’ Brumana 89’ Camporese \| |                  |                           |                         |                           |
| |                  |                           |                         |                           |
| Riboldi 43’ Boni 45+1’, 55’ (rig.) Girelli 73’ Panico 75’ Gabbiadini 87’                                                             | Marcatori        | 77’ Brumana 89’ Camporese |                         |                           |

| Tavagnacco 28 febbraio 2007 Ritorno                                                          | Graphistudio Tavagnacco | 3 – 2                         | Bardolino Verona | Stadio comunale |
| \| \| \| \| \| Mauri 14’ Brumana 58’, 90+2’ \| Marcatori \| 22’ Mascanzoni 76’ Gabbiadini \| |                         |                               |                  |                 |
|                                                                                              |                         |                               |                  |                 |
| Mauri 14’ Brumana 58’, 90+2’                                                                 | Marcatori               | 22’ Mascanzoni 76’ Gabbiadini |                  |                 |

#### Quarti di finale
| 25 aprile 2007 Andata | Vis Francavilla F. | 0 – 13 | Bardolino Verona |  |
| \| \| \| \| \| \| Marcatori \| 3’ (rig.) Boni 11’, 22’, 66’, 88’ Panico 23’, 51’ Riboldi 29’, 37’, 59’, 63’, 69’ Gabbiadini 78’ Barbierato \| |                    | |                  |  |
| |                    | |                  |  |
| | Marcatori          | 3’ (rig.) Boni 11’, 22’, 66’, 88’ Panico 23’, 51’ Riboldi 29’, 37’, 59’, 63’, 69’ Gabbiadini 78’ Barbierato |                  |  |

| Calmasino, Bardolino 6 maggio 2007 Ritorno                                             | Bardolino Verona | 5 – 0 | Vis Francavilla F. | Stadio Comunale Belvedere |
| \| \| \| \| \| Gabbiadini 13’, 35’ Girelli 42’ Boni 73’ Toselli 76’ \| Marcatori \| \| |                  |       |                    |                           |
|                                                                                        |                  |       |                    |                           |
| Gabbiadini 13’, 35’ Girelli 42’ Boni 73’ Toselli 76’                                   | Marcatori        |       |                    |                           |

#### Semifinali
| Sassari 16 maggio 2007 Andata                    | Eurospin Torres | 0 – 1          | Bardolino Verona | Stadio Vanni Sanna |
| \| \| \| \| \| \| Marcatori \| 24’ Gabbiadini \| |                 |                |                  |                    |
|                                                  |                 |                |                  |                    |
|                                                  | Marcatori       | 24’ Gabbiadini |                  |                    |

| Calmasino, Bardolino 23 maggio 2007 Ritorno                                                                               | Bardolino Verona | 8 – 2                 | Eurospin Torres | Stadio Comunale Belvedere |
| \| \| \| \| \| Gabbiadini 7’, 50’ Boni 20’, 39’, 64’ Riboldi 57’ Panico 62’, 72’ \| Marcatori \| 22’ Tona 27’ Iannella \| |                  |                       |                 |                           |
| |                  |                       |                 |                           |
| Gabbiadini 7’, 50’ Boni 20’, 39’, 64’ Riboldi 57’ Panico 62’, 72’                                                         | Marcatori        | 22’ Tona 27’ Iannella |                 |                           |

#### Finale
| Arbitro: | John Michael Minghini (Ferrara) |

|                                           |           |                 |
| Panico 31’ Boni 56’ (rig.) Gabbiadini 59’ | Marcatori | 8’ (rig.) Zorri |

| Arbitro: | Antonio Genova (Bologna) |

|                                           |                      |                                      |
| Zorri 9’ (rig.) Fuselli 45’, 72’          | Marcatori            | 73’ Gabbiadini                       |
| Iannuzzelli Guardia Zorri Fuselli Manieri | Tiri di rigore 2 – 3 | Boni Panico Gabbiadini Motta Tuttino |

### Supercoppa
| Arbitro: | Filippo Peron (Biella) |

|             |           |  |
| Gazzoli 61’ | Marcatori |  |

## Statistiche

### Statistiche di squadra
| Competizione        | Punti | In casa | In casa | In casa | In casa | In casa | In casa | In trasferta | In trasferta | In trasferta | In trasferta | In trasferta | In trasferta | Totale | Totale | Totale | Totale | Totale | Totale | DR  |
| Competizione        | Punti | G       | V       | N       | P       | Gf      | Gs      | G            | V            | N            | P            | Gf           | Gs           | G      | V      | N      | P      | Gf     | Gs     | DR  |
| ------------------- | ----- | ------- | ------- | ------- | ------- | ------- | ------- | ------------ | ------------ | ------------ | ------------ | ------------ | ------------ | ------ | ------ | ------ | ------ | ------ | ------ | --- |
| Serie A             | 57    | 11      | 10      | 1       | 0       | 38      | 8       | 11           | 8            | 2            | 1            | 33           | 11           | 22     | 18     | 3      | 1      | 71     | 19     | +52 |
| Coppa Italia        | -     | -       | -       | -       | -       | -       | -       | -            | -            | -            | -            | -            | -            | 12     | 10     | 0      | 2      | 59     | 13     | +46 |
| Supercoppa italiana | -     | -       | -       | -       | -       | -       | -       | -            | -            | -            | -            | -            | -            | 1      | 0      | 0      | 1      | 0      | 1      | -1  |
| Totale              | -     | -       | -       | -       | -       | -       | -       | -            | -            | -            | -            | -            | -            | 35     | 28     | 3      | 4      | 130    | 33     | +97 |

### Statistiche delle giocatrici
| Giocatore       | Serie A  | Serie A | Serie A     | Serie A    | Coppa Italia | Coppa Italia | Coppa Italia | Coppa Italia | Supercoppa | Supercoppa | Supercoppa  | Supercoppa | Totale   | Totale | Totale      | Totale     |
| Giocatore       | Presenze | Reti    | Ammonizioni | Espulsioni | Presenze     | Reti         | Ammonizioni  | Espulsioni   | Presenze   | Reti       | Ammonizioni | Espulsioni | Presenze | Reti   | Ammonizioni | Espulsioni |
| --------------- | -------- | ------- | ----------- | ---------- | ------------ | ------------ | ------------ | ------------ | ---------- | ---------- | ----------- | ---------- | -------- | ------ | ----------- | ---------- |
| L. Barbierato   | 22       | 5       | 2           | 0          | ?            | 3            | ?            | ?            | 1          | 0          | 0           | 0          | 23+      | 8      | 2+          | 0+         |
| V. Boni         | 22       | 15      | 0           | 0          | ?            | 11           | ?            | ?            | 1          | 0          | 0           | 0          | 23+      | 26     | 0+          | 0+         |
| C. Brunozzi     | 20       | -18     | 1           | 0          | ?            | 0            | ?            | ?            | 1          | -1         | 0           | 0          | 21+      | -19    | 1+          | 0+         |
| F. De Vincenzo  | 2        | 0       | 0           | 0          | ?            | ?            | ?            | ?            | -          | -          | -           | -          | 2+       | 0+     | 0+          | 0+         |
| M. Gabbiadini   | 22       | 16      | 1           | 0          | 13           | 21           | ?            | ?            | 1          | 0          | 0           | 0          | 36       | 37     | 1+          | 0+         |
| C. Girelli      | 20       | 1       | 2           | 0          | ?            | 3            | ?            | ?            | 1          | 0          | 0           | 0          | 21+      | 4      | 2+          | 0+         |
| M. Ledri        | 2        | 0       | 0           | 0          | ?            | 0            | ?            | ?            | 0          | 0          | 0           | 0          | 2+       | 0      | 0+          | 0+         |
| M. Lonardi      | 12       | 0       | 0           | 0          | ?            | ?            | ?            | ?            | -          | -          | -           | -          | 12+      | 0+     | 0+          | 0+         |
| S. Manzoni      | 5        | 0       | 0           | 0          | ?            | 1            | ?            | ?            | 0          | 0          | 0           | 0          | 5+       | 1      | 0+          | 0+         |
| D. Mascanzoni   | 13       | 0       | 0           | 0          | ?            | 3            | ?            | ?            | 1          | 0          | 0           | 0          | 14+      | 3      | 0+          | 0+         |
| G. Motta        | 18       | 1       | 0           | 0          | ?            | ?            | ?            | ?            | -          | -          | -           | -          | 18+      | 1+     | 0+          | 0+         |
| P. Panico       | 22       | 21      | 1           | 0          | ?            | 11           | ?            | ?            | 1          | 0          | 0           | 0          | 23+      | 32     | 1+          | 0+         |
| A. M. Picarelli | 2        | -1      | 0           | 0          | ?            | ?            | ?            | ?            | 0          | 0          | 0           | 0          | 2+       | -1+    | 0+          | 0+         |
| M. Placchi      | 3        | 0       | 1           | 0          | ?            | 0            | ?            | ?            | 1          | 0          | 0           | 0          | 4+       | 0      | 1+          | 0+         |
| P. Riboldi      | 22       | 8       | 2           | 0          | ?            | 5            | ?            | ?            | 1          | 0          | 0           | 0          | 23+      | 13     | 2+          | 0+         |
| M. Rodella      | 22       | 0       | 3           | 0          | ?            | 0            | ?            | ?            | 1          | 0          | 0           | 0          | 23+      | 0      | 3+          | 0+         |
| M. Sorvillo     | 20       | 0       | 3           | 1          | ?            | 0            | ?            | ?            | 1          | 0          | 0           | 0          | 21+      | 0      | 3+          | 1+         |
| R. Stefanelli   | 21       | 0       | 2           | 0          | ?            | 0            | ?            | ?            | 1          | 0          | 0           | 0          | 22+      | 0      | 2+          | 0+         |
| S. Toselli      | 4        | 0       | 0           | 0          | ?            | 1            | ?            | ?            | 0          | 0          | 0           | 0          | 4+       | 1      | 0+          | 0+         |
| A. Tuttino      | 22       | 4       | 2           | 0          | ?            | 0            | ?            | ?            | 1          | 0          | 0           | 0          | 23+      | 4      | 2+          | 0+         |
| M. I. Volpi     | -        | -       | -           | -          | ?            | 0            | ?            | ?            | 0          | 0          | 0           | 0          | 0+       | 0      | 0+          | 0+         |